# HD 197037
HD 197037 — звезда, которая находится в созвездии Лебедь на расстоянии около 107 световых лет от нас. Вокруг звезды обращается, как минимум, одна планета.

## Характеристики
HD 197037 — звезда 6,8 видимой звёздной величины; впервые в астрономической литературе упоминается в каталоге Генри Дрейпера, изданном в начале XX века. Масса звезды равна 1,11 массы Солнца. Температура поверхности HD 197037 составляет около 6150 кельвинов. Её возраст оценивается приблизительно в 1,9 миллиарда лет.

## Планетная система
В 2012 году группой астрономов, работающих с телескопом Хобби-Эберли, было объявлено об открытии планеты HD 197037 b в системе. Это газовый гигант, имеющий массу, равную 79% массы Юпитера. Планета обращается на расстоянии 2,07 а.е. от родительской звезды, совершая полный оборот 1036 суток. Открытие планеты было совершено методом доплеровской спектроскопии.